# Anhofer Mühle

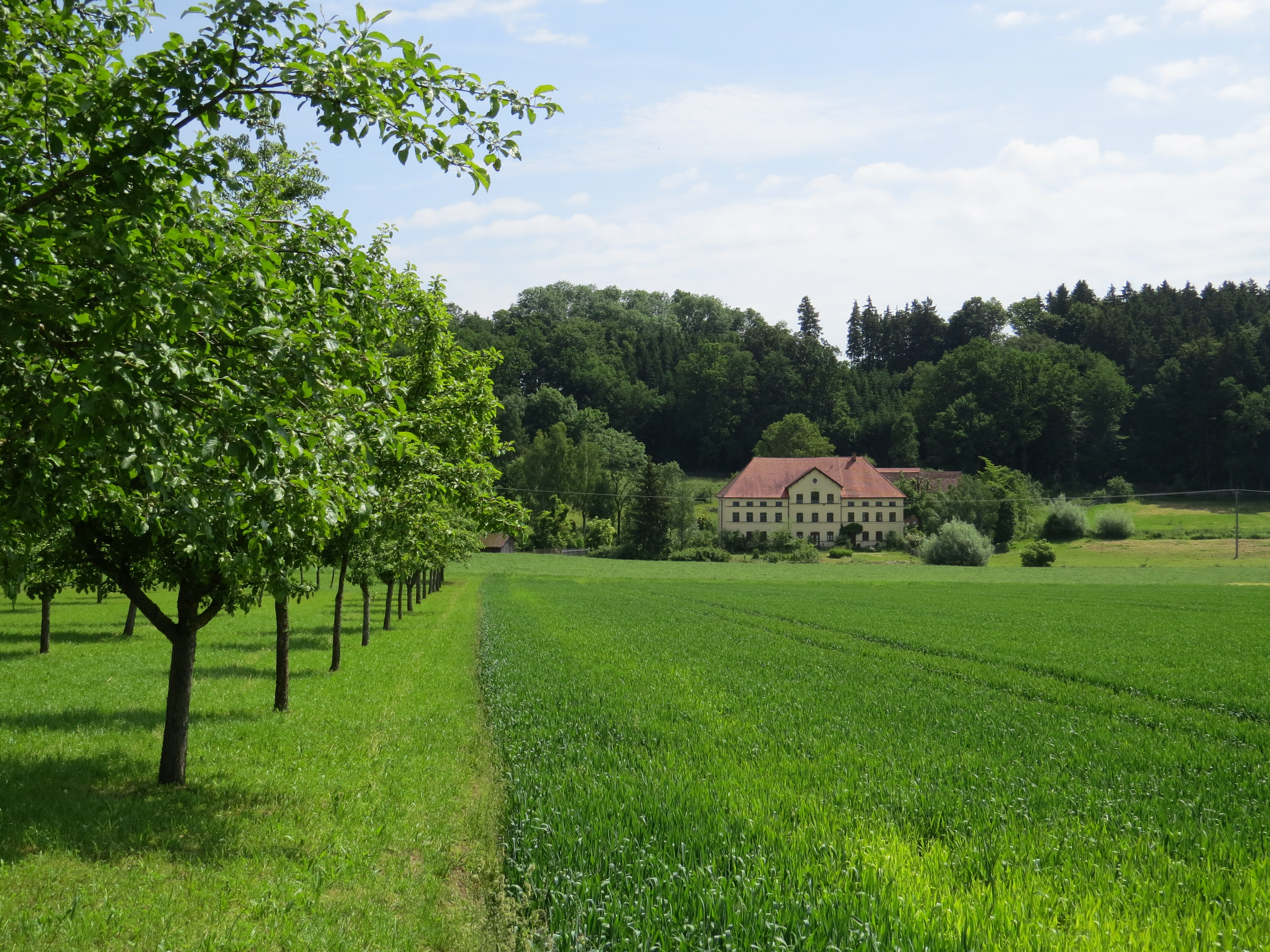
Anhofer Mühle

Die Anhofer Mühle in Ettlishofen, einem Gemeindeteil von Bibertal im schwäbischen Landkreis Günzburg in Bayern, wurde um 1860 errichtet. Die ehemalige Mühle im Osterbachtal ist ein geschütztes Baudenkmal.

## Beschreibung
Das zweieinhalbgeschossige Mühlengebäude mit Walmdach und Mittelrisalit wird von einer Putzquaderung gegliedert. Drei symmetrisch angelegte Eingänge an der Westfassade erschließen rechts den Wohn- und links den früheren Betriebsbereich der Mühle. In den 1970er und 1980er Jahren wurde das Mühlengebäude, dessen Mühlenbetrieb bereits zuvor aufgegeben worden war, umfassend renoviert und insgesamt zu einem Wohnhaus umgebaut.